# دوشان فابیان
دوشان فابیان (انگلیسی: Dušan Fabian؛ زادهٔ ۱۰ نوامبر ۱۹۷۵) نویسنده کتاب های فانتزی تاریک و ترسناک اهل کشور اسلواکی است. 